# Flèche wallonne 1961
La Flèche wallonne 1961, 25e édition de la course, a lieu le 16 mai 1961 sur un parcours de 193 km. La victoire revient au sprint au Belge Willy Vannitsen, qui a terminé la course en 4 h 52 min 43 s, devant le Français Jean Graczyk et son compatriote Frans Aerenhouts.
Sur la ligne d’arrivée à Charleroi, 53 des 144 coureurs au départ à Liège ont terminé la course.

## Classement final
| #  | Coureur              | Équipe                   |    | Temps           |
| -- | -------------------- | ------------------------ | -- | --------------- |
| 1  | Willy Vannitsen      | Baratti-Milano           | en | 4 h 52 min 43 s |
| 2  | Jean Graczyk         | Helyett-Fynsec           | +  | 0 s             |
| 3  | Frans Aerenhouts     | Mercier-Hutchinson-BP    |    | 0 s             |
| 4  | Maurice Meuleman     | Wiel's-Flandria          |    | 0 s             |
| 5  | Rolf Wolfshohl       | Rapha-Gitane-Dunlop      |    | 0 s             |
| 6  | Jacques Anquetil     | Helyett-Fynsec           |    | 0 s             |
| 7  | Willy Vanden Berghen | Mercier-Hutchinson-BP    |    | 0 s             |
| 8  | Armand Desmet        | Faema                    |    | 0 s             |
| 9  | Hans Junkermann      | Torpedo                  |    | 0 s             |
| 10 | Francesco Miele      | Pelforth-Sauvage-Lejeune |    | 0 s             |